# Carole-Marie Allard
Pour l’article homonyme, voir Allard.
Carole-Marie Allard (née le 6 septembre 1949 et morte le 18 mars 2024) est une avocate, auteure, journaliste et femme politique fédérale du Québec.

## Biographie
Née à Dolbeau-Mistassini dans la région du Saguenay–Lac-Saint-Jean, Mme Allard devint députée du Parti libéral du Québec dans la circonscription fédérale de Laval-Est en 2000. Elle fut défaite dans Alfred-Pellan en 2004 par le bloquiste Robert Carrier.
Durant son passage à la Chambre des communes, elle fut secrétaire parlementaire du ministre du Patrimoine canadien en 2003.
Elle est la belle-mère de Mélanie Joly, députée du Parti libéral du Canada, dans la circonscription fédérale d'Ahuntsic-Cartierville et actuelle ministre du Patrimoine canadien.
À titre d'auteure, elle publia les livres suivants :
- L'Affaire Claire Lortie: l'histoire du congélateur (1992) Chicoutimi, Québec: JCL. pp. 279 p. : ill., portr. ; 22 cm.  (ISBN 2894311079).
- Lavalin: les ficelles du pouvoir. Chicoutimi, Québec: Éditions JCL. 317 pp. : ill. ; 23 cm.  (ISBN 2920176897).

Elle rédige également plusieurs articles pour la Revue Commerce.
Carole Marie Allard est morte le 18 mars 2024 à l'âge de 74 ans.